# Csokonyavisontai fás legelő
Csokonyavisontai fás legelő este o arie protejată (arie specială de conservare — SAC, sit de importanță comunitară — SCI) din Ungaria întinsă pe o suprafață de 497,07 ha, integral pe uscat.

## Localizare
Centrul sitului Csokonyavisontai fás legelő este situat la coordonatele 46°02′38″N 17°27′57″E / 46.043889°N 17.465833°E.

## Înființare
Situl Csokonyavisontai fás legelő a fost declarat sit de importanță comunitară în mai 2004 pentru a proteja 6 specii de animale. Situl a fost protejat și ca arie specială de conservare în februarie 2010.

## Biodiversitate
Situată în ecoregiunea panonică, aria protejată conține 4 habitate naturale: Păduri ilirice de stejar și carpen (Erythronio-Carpinion), Păduri aluvionare cu Alnus glutinosa și Fraxinus excelsior (Alno-Padion, Alnion incanae, Salicion albae), Fânețe de joasă altitudine (Alopecurus pratensis, Sanguisorba officinalis), Ape stătătoare oligotrofe până la mezotrofe, cu vegetație de Littorelletea uniflorae și/sau de Isoëto-Nanojuncetea.
La baza desemnării sitului se află mai multe specii protejate:
- amfibieni (1): buhai de baltă cu burta roșie (Bombina bombina)
- nevertebrate (5): croitorul mare al stejarului (Cerambyx cerdo), Cucujus cinnaberinus, rădașcă (Lucanus cervus), fluturele purpuriu (Lycaena dispar), gândacul de apă (Rhysodes sulcatus)